# Модзаника
Модза̀ника (на италиански: Mozzanica; на ломбардски: Musànega, Музанега) е малкло градче и община в Северна Италия, провинция Бергамо, регион Ломбардия. Разположено е на 102 m надморска височина. Населението на общината е 4552 души (към 2017 г.).